# Taulanti
Taulanti (grč.: Ταυλάντιοι) su bili jedno od najvećih ilirskih plemena. Prema grčkoj mitologiji, Ilirije je bio začetnik ilirskog naroda, a Taulas (Tαύλας) je bio jedan od njegovih šest sinova i rodonačelnik budućeg plemena Taulanti. Taulanti su naseljavali dio obale jadranskog mora oko današnje sjeverne Albanije, odnosno grada Epidamnusa (Drač). Taulanti su značajnu ulogu odigrali u 4. i 3. stoljeću pr. Kr. kada su vladali Ilirskim kraljevstvom, prethodno uspostavljenim od strane Enhilejaca, također ilirskog plemena. Plemena Albani i Partini su također živjeli na približno istim područjima kao Taulanti. Oko 335. godine pr. Kr. kralj Glaukijas je uspostavio dinastiju Taulanta u Ilirskom kraljevstvu a 323. godine pr. Kr. uspijeva vratiti sve zemlje koje su od Enhelejaca osvojili Makedonci. Kasnije su Iliri osvojili i Epidamnus i Apoloniju, grčke kolonije osnovane još u 7. stoljeću pr. Kr.
Važniji Taulantski gradovi su bili Epidamnus, Apolonija, Damastion, Albanopolis, Dimale, Skodra (Skadar), Ulcinium (Ulcinj) i Rizon (Risan).
Južno ilirsko pleme Ardijejci je imalo svoje kraljevstvo koje je bilo veoma moćno i utjecajno u 3. i 2. stoljeću pr. Kr., posebno pod kraljem Agronom i nešto manje u vrijeme kraljice Teute i Skerdileda, Agronovog brata. Taulanti su, uz Daorse, tražili savez s Rimom kako bi se izvukli iz dominacije Ardijejeca.
Rimski kroničar Tit Livije navodi da je oko 167. godine pr. Kr., nakon sukoba protiv Rima, Gencije, posljednji kralj Ilira poražen, a Ilirija podijeljena na tri dijela. Kao nagradu za podršku, Rim je Daorse, Piruste i Taulante (uz ova tri plemena i Dalmati su otkazali podršku Genciju) oslobodio plaćanja poreza, a njihove su države imale nezavisnost.